# زبان اشاره بلغارستانی
زبان اشاره بلغارستانی زبان اشاره‌ای است که توسط ناشنوایان و کم شنوایان در بلغارستان استفاده می‌شود.